# Großloge Humanitas Austria
Die Großloge Humanitas Austria (auch: Großloge Humanitas der gemischten Freimaurerei für Männer und Frauen) ist eine liberale freimaurerische Großloge in Österreich und Mitglied in den übernationalen Verbänden CATENA und CLIPSAS.

## Geschichte
Die Vorläufer gehen auf die Zwischenkriegszeit zurück, als bereits zwei Logen des Ordens Le Droit Humain in Wien arbeiteten. Es waren dies die Logen Vertrauen seit 1922 und die Loge Harmonie seit 1928. Nach dem Anschluss Österreichs an das nationalsozialistische Deutsche Reich im März 1938 wurden die Logen aufgelöst, die Freimaurerei verboten, ihre Mitglieder wurden verfolgt. Nach dem Zweiten Weltkrieg war Österreich durch die alliierten Mächte besetzt. Nach Abschluss des Staatsvertrages 1955 verließen die Besatzungsmächte das Land. Die noch lebenden Mitglieder der Loge Harmonie des Ordens Le Droit Humain konnten daraufhin die Arbeit wieder aufnehmen.
Im Jahr 1959 kam es zu Spannungen innerhalb des Ordens Le Droit Humain, welche das Ausscheiden mehrerer Logen in Deutschland und in Holland aus dem Le Droit Humain zur Folge hatten. Auch in Österreich schieden mehrere Mitglieder der Loge Harmonie aus und gründeten mit Hilfe der Frankfurter Loge Goethe zum flammenden Stern am 10. November 1960 die österreichische selbständige Freimaurerloge Lux Danubiana. Im Juli 1961 war die Loge Lux Danubiana Gründungsmitglied der internationalen Freimaurerunion Catena. Diese ist eine internationale Vereinigung für die gemischte Freimaurerei. In dieser Union sind derzeit Obödienzen aus Deutschland, Frankreich, Großbritannien, der Tschechischen Republik, Spanien und Österreich vertreten. Catena dient der internationalen Kontaktpflege und übt keinerlei Autoritätsrechte über die Mitgliedsorganisationen aus, welche unabhängige freimaurerische Vereinigungen bleiben.
In weiterer Folge wurden neue Logen gegründet, so dass schließlich im Jahre 1972 eine von Deutschland (Humanitas Deutschland) unabhängige Obödienz, der Österreichische Orden Humanitas für die gemischte Freimaurerei für Männer und Frauen eingerichtet werden konnte. Aus diesem Orden ging im Jahre 1978 die Großloge Humanitas Austria der gemischten Freimaurerei für Männer und Frauen hervor.
Im Jahre 1989 erfolgte der Beitritt zur internationalen Freimaurervereinigung CLIPSAS. Hinsichtlich der Zusammensetzung entfallen derzeit etwa ein Drittel der Mitglieder auf Brüder und zwei Drittel auf Schwestern.

## Mitglieder
Die Großloge Humanitas Austria umfasst aktuell (2014) drei nach Ritualen des Schottischen Ritus arbeitende Logen in Wien.
- Lux Danubiana (gegr. 1960) – die Keimzelle der heutigen Großloge
- Zu den Sieben Rosen (gegr. 2006)
- Weg im Licht (gegr. 2001)